# Bahnstrecke Courcelles–Téterchen
| Der Kaiserpavillon im Bahnhof Courcelles-Chaussy |                      |                                                  |                                                  |
| Kursbuchstrecke: | ex 267e              |                                                  |                                                  |
| Streckenlänge: | 30,1 km              |                                                  |                                                  |
| Spurweite: | 1435 mm (Normalspur) |                                                  |                                                  |
| Zweigleisigkeit: | Courcelles–Téterchen |                                                  |                                                  |
| |                      |                                                  |                                                  |
| \| \| \| nach Béning und Völklingen \| \| \| \| 4,9 \| Téterchen (Teterchen) Keilbahnhof \| Téterchen (Teterchen) Keilbahnhof \| \| \| \| Bahnstrecke Völklingen–Diedenhofen n. Thionville \| \| \| \| 13,0 \| Boulay (Bolchen) \| Boulay (Bolchen) \| \| \| 16,4 \| Volmerange-lès-Boulay (Volmeringen) \| Volmerange-lès-Boulay (Volmeringen) \| \| \| 19,2 \| Condé-Northen (Contchen) \| Condé-Northen (Contchen) \| \| \| 23,1 \| Landonvillers (Ladenweiler) \| Landonvillers (Ladenweiler) \| \| \| 26,3 \| Courcelles-Chaussy (Kurzel) \| Courcelles-Chaussy (Kurzel) \| \| \| 30,6 \| Pange (Spangen) \| Pange (Spangen) \| \| \| 34,2 \| Forbacher Bahn von Saarbrücken \| Forbacher Bahn von Saarbrücken \| \| \| 35,0 65,5 \| Courcelles-sur-Nied (Kurzel (Nied)) \| Courcelles-sur-Nied (Kurzel (Nied)) \| \| \| \| nach Metz \| \| |                      |                                                  |                                                  |
| Strecke |                      | nach Béning und Völklingen                       | nach Béning und Völklingen                       |
| ehemaliger Bahnhof | 4,9                  | Téterchen (Teterchen) Keilbahnhof                | Téterchen (Teterchen) Keilbahnhof                |
| Abzweig ehemals geradeaus und nach rechts |                      | Bahnstrecke Völklingen–Diedenhofen n. Thionville | Bahnstrecke Völklingen–Diedenhofen n. Thionville |
| Bahnhof (Strecke außer Betrieb) | 13,0                 | Boulay (Bolchen)                                 | Boulay (Bolchen)                                 |
| Haltepunkt / Haltestelle (Strecke außer Betrieb) | 16,4                 | Volmerange-lès-Boulay (Volmeringen)              | Volmerange-lès-Boulay (Volmeringen)              |
| Haltepunkt / Haltestelle (Strecke außer Betrieb) | 19,2                 | Condé-Northen (Contchen)                         | Condé-Northen (Contchen)                         |
| Haltepunkt / Haltestelle (Strecke außer Betrieb) | 23,1                 | Landonvillers (Ladenweiler)                      | Landonvillers (Ladenweiler)                      |
| Bahnhof (Strecke außer Betrieb) | 26,3                 | Courcelles-Chaussy (Kurzel)                      | Courcelles-Chaussy (Kurzel)                      |
| Haltepunkt / Haltestelle (Strecke außer Betrieb) | 30,6                 | Pange (Spangen)                                  | Pange (Spangen)                                  |
| Abzweig ehemals geradeaus und von links | 34,2                 | Forbacher Bahn von Saarbrücken                   | Forbacher Bahn von Saarbrücken                   |
| Bahnhof | 35,0 65,5            | Courcelles-sur-Nied (Kurzel (Nied))              | Courcelles-sur-Nied (Kurzel (Nied))              |
| Strecke |                      | nach Metz                                        | nach Metz                                        |

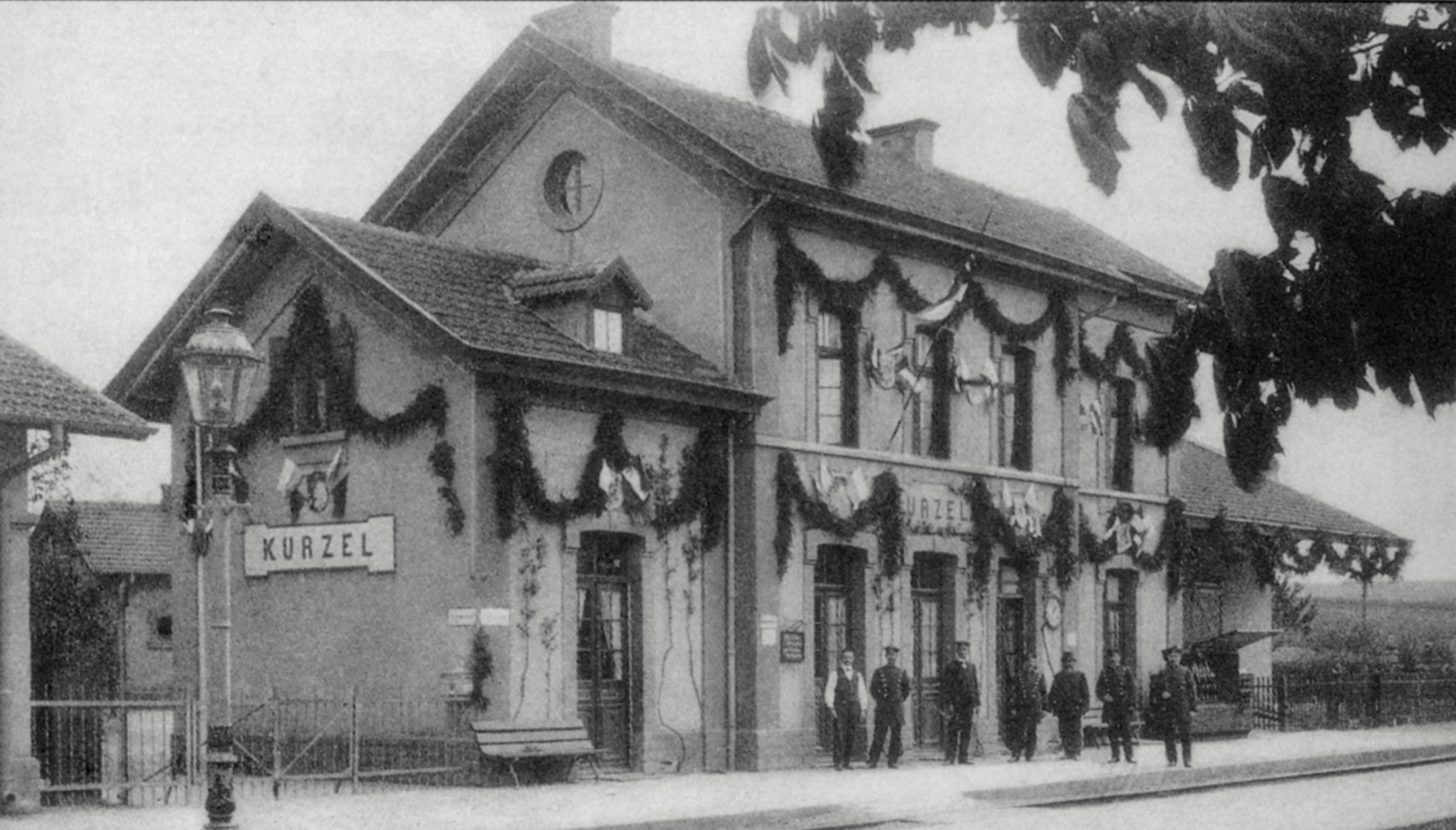
Öffentliches Empfangsgebäude von Kurzel / Courcelles-Chaussy, dekoriert für einen Kaiserbesuch

Die Bahnstrecke Courcelles–Téterchen war bis 1944 eine durchgehend zweigleisige Verbindung zwischen dem Saartal und der Hauptstadt Lothringens, Metz. Die Bahnstrecke war eine wichtige Strategische Bahn ins Aufmarschgebiet in Richtung französischer Grenze unmittelbar vor dem Ersten Weltkrieg.

## Geschichte
Da die Topografie keine größeren Herausforderungen stellte, gab es kaum Kunstbauwerke, lediglich einige Straßenbrücken. Die Strecke wurde in zwei Abschnitten eröffnet:
- am 15. Juni 1873 der Abzweig von der 1867 fertiggestellten Forbacher Bahn bei Courcelles-sur-Nied bis Bolchen und
- am 15. Oktober 1876 die Fortsetzung bis Teterchen an der Bahnstrecke Völklingen–Thionville.

Betreiber war zunächst die private Lothringische Eisenbahngesellschaft. Die Reichseisenbahnen in Elsaß-Lothringen kauften die Strecke mit Vertrag vom 23./25. Juni 1881. Ob die Strecke zweigleisig ausgebaut wurde, wird je nach Quelle unterschiedlich dargestellt.
Die Strecke wurde mit der Nummer 219a im Kursbuch geführt. An der Schwelle zum Ersten Weltkrieg verkehrten täglich sieben Zugpaare über die gesamte Strecke und ein weiteres werktags zwischen Courcelles und Kurzel. Die Züge verkehrten in der Regel in der Verbindung Metz–Beningen.
Außerdem entwickelte sich in der Verbindung Metz–Bous/Völklingen ein reger Güterverkehr durch Kohle- und Erztransporte von und zum Saar-Montan-Revier, die überwiegend diese Strecke nutzten. Der Betrieb wurde um die Jahrhundertwende [als die] gewinnbringendste Bahn Deutschlands bezeichnet. Mengenmäßig gesehen gingen vor dem letzten Kriege mehr als 90 % des gesamten Güteraustausches zwischen Deutschland und Frankreich über den Grenzübergangspunkt Überherrn.
Eine weitere betriebliche Besonderheit war der Bahnhof Courcelles-Chaussy (ab 1891 Bahnhof Kurzel). Er war der nächstgelegene Bahnhof zu Schloss Urweiler, einer Sommerresidenz von Kaiser Wilhelm II. Der Bahnhof hatte dafür einen eigenen Kaiserpavillon, der auf der dem öffentlichen Empfangsgebäude gegenüberliegenden Seite der Gleise stand. Außerdem gab es eine 130 m lange Halle, um den kaiserlichen Hofzug geschützt abstellen zu können. Diese Anlagen sind nicht erhalten.
Der Personenverkehr auf der Strecke wurde 1948 aufgegeben. Bis 1985 bestand noch Güterverkehr. Dann wurde die Strecke stillgelegt.